# Schismatoclada psychotrioides
Schismatoclada psychotrioides är en måreväxtart som beskrevs av John Gilbert Baker. Schismatoclada psychotrioides ingår i släktet Schismatoclada och familjen måreväxter. Inga underarter finns listade i Catalogue of Life.